# Клуб «Завтрак»
«Клуб „За́втрак“» (англ. The Breakfast Club, также известен как «Клуб выходно́го дня») — американская подростковая комедийная драма 1985 года режиссёра и автора сценария Джона Хьюза. Вторая часть трилогии, состоящей из фильмов: «Шестнадцать свечей», «Клуб „Завтрак“», «Феррис Бьюллер берёт выходной».
Это вторая картина Джона Хьюза в качестве режиссёра, признаваемая большинством критиков его лучшей работой. При скромном бюджете в 1 млн долларов картина собрала около 51 млн долларов, принеся известность режиссёру и исполнителям.
Картина повествует о нескольких часах жизни пятерых школьников. В порядке наказания каждого за свой проступок, они вынуждены провести выходной день в стенах школы. Будучи в разных социальных школьных группах, в обычных обстоятельствах они не общаются. После проведённого вместе дня споров и откровений подростки сближаются друг с другом.
Критика встретила картину неоднозначно, отметив, тем не менее, после долгих лет застоя фильм, ставший новым словом в жанре молодёжного кино, а также зрелый почерк начинающего режиссёра: умение работать с юными актёрами и точный монтаж. Отрицательные отзывы получили концовка и не вполне оправданное по сюжету негативное отношение к родителям, ставшими антигероями. Актёрская игра, в частности работы Джадда Нельсона и Элли Шиди, также не нашли понимания у критики.
«Клуб „Завтрак“» стал событием, приобретшим культовый статус в среде подростков, породив многочисленные подражания. Картина во многом определила развитие жанра англоязычного молодёжного кино на десятилетия. Благодаря успеху картины, исполнители вошли в команду ведущих молодых американских актёров, получившую название «Brat Pack». Популярность также приобрела главная музыкальная тема, Don't You (Forget About Me) в исполнении группы Simple Minds, написанная специально для фильма.

## Сюжет
Действие фильма начинается 24 марта 1984 года в 7:00, в школе вымышленного городка Шермер. Главные герои — Эллисон Рейнольдс, Эндрю Кларк, Джон Бендер, Брайан Джонсон и Клэр Стендиш — ученики старших классов, наказаны администрацией школы и потому проводят субботу в школьной библиотеке. Они должны под наблюдением помощника директора Ричарда Вернона написать эссе в 1000 слов на тему «как вы думаете, кто вы». После того, как Вернон отправляется в свой кабинет, Бендер начинает высмеивать Брайана и Эндрю и сексуально домогаться Клэр. Затем он оскорбляет вернувшегося Вернона и получает ещё семь посещений школы в выходные. Эндрю требует от Джона прекратить домогательства к Клэр, и они выясняют отношения на повышенных тонах. Джон продолжает вести себя вызывающе, портит библиотечное имущество и спорит с другими школьниками.
Наступает время обеда. Вернон не отпускает ребят в столовую, и они обедают прямо в библиотеке, тем, что принесли из дому. Постепенно, от взаимных нападок и пикировки, они переходят к нормальному общению. Сначала Бендер признаётся, что он жертва домашнего насилия. Нарушив правила, ребята покидают читальный зал и отправляются к шкафчику Бендера, где он спрятал порцию марихуаны. Ребятам удаётся скрыть этот проступок, Вернон ловит только отвлекшего его внимание Бендера. В их разговоре выясняется причина наказания Бендера — тот, шутки ради, включил пожарную сигнализацию. Вернон сажает парня в чулан под замок. Когда они остаются один на один, помощник директора угрожает ученику физической расправой, тем, что жаловаться будет бесполезно, так как хулигану всё равно никто не поверит. Остальные ребята незамеченными возвращаются назад. Вскоре Бендер сбегает из чулана по конструкциям подвесного потолка и присоединяется к остальным.
Раскурив марихуану, ребята постепенно открываются друг другу. Выясняется, что Эллисон — обманщица с дефицитом внимания, она не совершала никаких проступков. В школу в субботу она попала просто потому, что ей было скучно. Эндрю ненавидит своего отца — именно отец довёл его придирками и требованиями стать известным спортсменом до того, что он начал издеваться над одноклассником. Клэр поймали за прогуливанием уроков. Отличник Брайан настолько расстроился из-за оценки F по труду, что собрался свести счёты с жизнью — в его шкафчике нашли ракетницу. Брайан и Клэр стесняются своей девственности. Ребята спорят о том, как вернутся к своей привычной жизни в понедельник и не смогут признаться в школе, кто их новые друзья.
Клэр предлагает Эллисон расстаться с её мешковатой одеждой и делает ей макияж. Эндрю, удивлённый преображением девушки, предлагает ей встречаться. Клэр заходит в чулан, куда вернулся Бендер и целует его. После она дарит Джону свою серёжку. День заканчивается. Ребята покидают школу и расходятся. Словами эссе, которое за всех написал Брайан, начинается и заканчивается картина.

Уважаемый мистер Вернон... Мы признаём, что должны пожертвовать целой субботой за совершенный нами проступок. Да, мы виноваты, но заставлять нас писать сочинение о самих себе - это просто безумие. Какое вам дело, кто мы? Вы видите нас так, как вам хочется. Короче говоря, очень упрощенно. Но мы  обнаружили, что каждый из нас умник, атлет, психопат, принцесса и преступник.
Это ответ на ваш вопрос? Искренне Ваши, «Клуб „Завтрак“».
Оригинальный текст (англ.) Saturday, March 24, 1984. Shermer High School. Shermer, Illinois 60062. "Dear Mr. Vernon:

We accept the fact that we had to sacrifice a whole Saturday in detention for whatever it was we did wrong, but we think you're crazy to make us write an essay telling you who we think we are. You see us as you want to see us... In the simplest terms and the most convenient definitions. But what we found out is that each one of us is a brain... ...and an athlete... ...and a basket case... ...a princess... ...and a criminal.
Correct? That's how we saw each other at seven o'clock this morning. We were brainwashed.

Does that answer your question? Sincerely yours, the Breakfast Club".

## В ролях
| Актёр             | Роль                                  |
| ----------------- | ------------------------------------- |
| Молли Рингуолд    | Клэр «Принцесса» Стэндиш              |
| Эмилио Эстевес    | Эндрю «Спортсмен» Кларк               |
| Энтони Майкл Холл | Брайан Ральф «Умник» Джонсон          |
| Джадд Нельсон     | Джон «Преступник» Бендер              |
| Элли Шиди         | Эллисон «Безнадёжный случай» Рейнолдс |
| Пол Глисон        | Вернон                                |
| Джон Капелос      | уборщик Карл                          |
| Тим Гэмбл         | мистер Стэндиш                        |
| Рон Дин           | мистер Кларк                          |
| Джон Хьюз         | мистер Джонсон                        |
| Мерседес Холл     | миссис Джонсон                        |
| Мэри Кристиан     | сестра Брайана                        |
| Перри Кроуфорд    | мистер Рейнолдс                       |

## Создание

### Предыстория

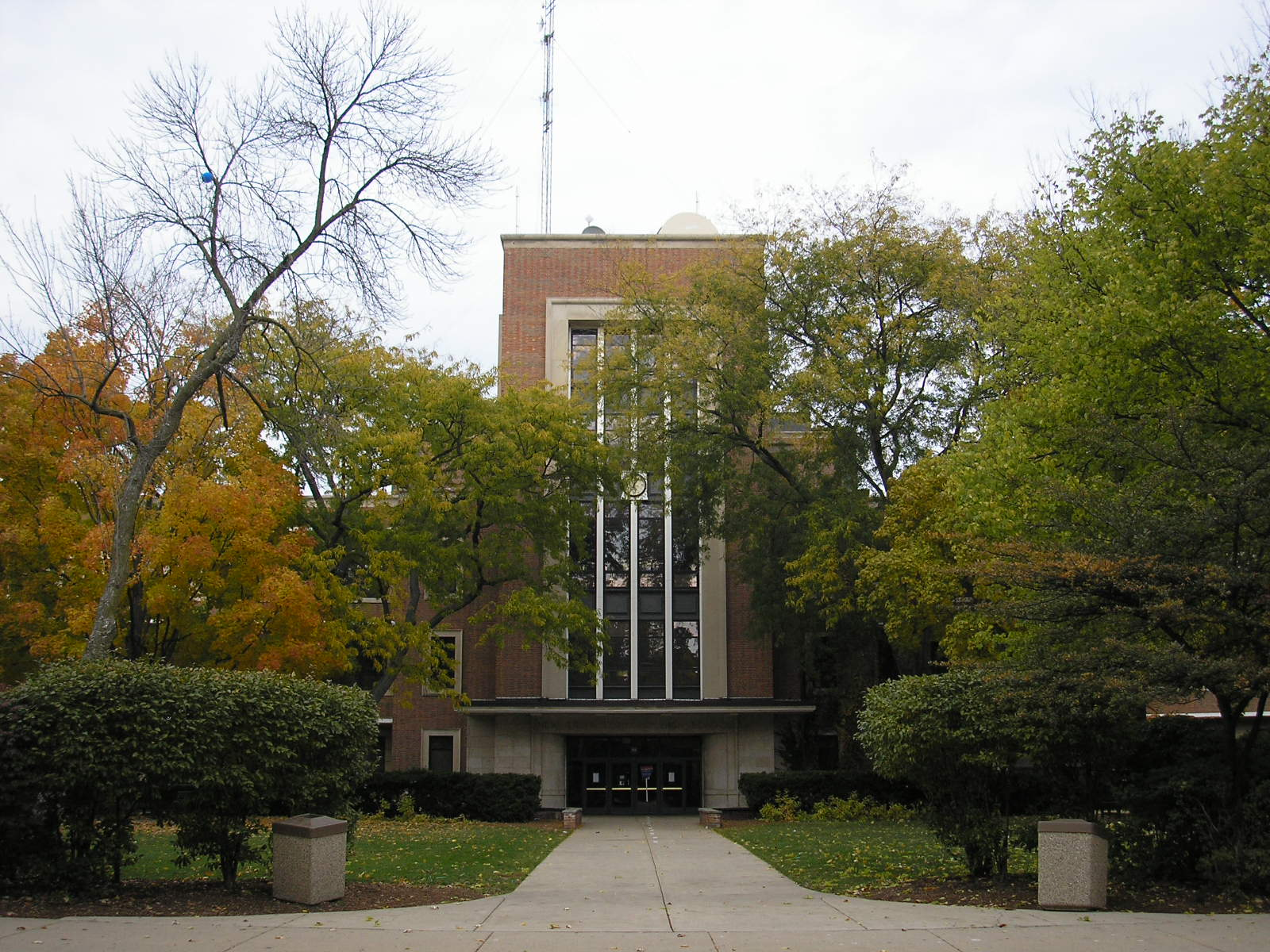
Вход в кампус школы New Trier, в которой, как считается, появилось понятие Breakfast Club

В 1979 году сотрудник агентства Leo-Burnett Джон Хьюз бросил работу в рекламном бизнесе и решил полностью посвятить себя кино. До этого он уже несколько лет писал скетчи для журнала National Lampoon и тексты юмористических шоу. Дебютные фильмы Хьюза-сценариста «Каникулы» и «Мистер мама» получили хорошие отзывы в прессе и имели кассовый успех. Коллеги даже в шутку прозвали его «Мидасом» за коммерческое чутьё. Несмотря на достигнутое, Джон остался разочарован реализацией своих сценариев. Он захотел сам стать режиссёром, хотя не имел никакого профессионального опыта. Шанс занять режиссёрское кресло появился ещё в фильме «Мистер мама», но Джон отказался переезжать в Калифорнию, как того требовали продюсеры. Хьюз считал, что снимать фильмы можно не только в Голливуде. Он родился и вырос в Мичигане, в семье со скромным достатком, и полагал, что Средний Запад, «сердце Америки», вполне для этого подходит. Как вспоминал Хьюз, камерная, минималистическая структура постановки «Клуба „Завтрак“» была продиктована и тем, что он ещё не имел режиссёрского опыта и слабо представлял себе, как ставить камеру в сложных декорациях или на открытом воздухе.
Название будущей картины появилось после того, как Хьюз случайно услышал слова сына своего друга. В школе New Trier High School клубом «Завтрак» среди учеников называлась принятая в американской системе образования процедура наказания проштрафившихся школьников detention, когда их оставляли на целый выходной день в помещении школы для осознания вины. Возможно, это название возникло по мотивам одноимённой радиопередачи, весьма популярной в США в 1930—1960 годы. Сценарий картины частично создавался на основе школьных воспоминаний режиссёра. Образ помощника директора Вернона имел много общего с тренером по борьбе из его школы. Имя персонажа, Ричард Вернон, как считается, возникло от имени британского актёра Ричарда Вернона, который играл в эпизодической роли в «Вечере трудного дня» — любимом фильме битломана Хьюза.

### Сценарий
Будущий фильм продюсировали небольшие компании A&M Films и Channel Production. Дистрибьютером стала студия Universal Pictures. В 1982 году Нед Тэнен покинул пост вице-президента студии Universal и организовал независимую продюсерскую компанию Channel Production. В 1970-е годы с именем Тэнена ассоциировали зарождение новой волны молодёжных фильмов: «Американские граффити» и «Зверинец». Работа над молодёжной трилогией Хьюза началась примерно в одно время — в 1982 году. По утверждениям Хьюза, первый вариант сценария «Клуба „Завтрак“», как и другие ранние сценарии, он написал за один уикенд. Все, кому Джон показывал свой материал под рабочим названием Detention, говорили, что это прекрасная пьеса, но никак не фильм. Только Нед Тэнен решил дать шанс Хьюзу и помочь с реализацией. Впоследствии Джон с теплотой вспоминал о том, что именно Нед не отдал его «на растерзание» студийной системы, когда боссы Universal говорили, что сценарий несмешной и непроходной. Он же помог с опытными кадрами для новой картины и привлёк специалиста по подбору актёров Джекки Бёрч, монтажёра Диди Аллен, костюмера Мэрилин Вэнс.
Картину создавали на производственной базе компании A&M Films, для которой «Клуб „Завтрак“» был всего лишь вторым проектом. Сценарий фильма «Каникулы» попался на глаза представителю продюсерской компании A&M Эндрю Мейеру и произвёл благоприятное впечатление. Он встретился с Джоном Хьюзом и спросил, нет ли у него чего-либо подобного. Джон показал последние работы, но заявил, что хочет самостоятельно режиссировать картины. Эти слова Мейер (который сам тогда делал первые шаги как продюсер) воспринял скептически. «Парень даже не знает, какой стороной камеры снимают фильмы», — отметил он про себя. Однако незаурядная личность Джона, умение «продать» идею, его сценарии, производили впечатление. A&M решила дать шанс, выделив бюджет около $1 млн и договорившись о дистрибуции картин с Universal. Оба дебютных фильма режиссёра снимались одной командой продюсеров. Представители студии Universal решили, что «Шестнадцать свечей» более перспективны и они были запущены в производство первыми. Комедия вышла на экраны в мае 1984 года, в то время, когда фильм «Клуб „Завтрак“» был на этапе постпроизводства. «Шестнадцать свечей» оказались достаточно успешными в прокате и получили хорошую прессу.

### Подбор актёров

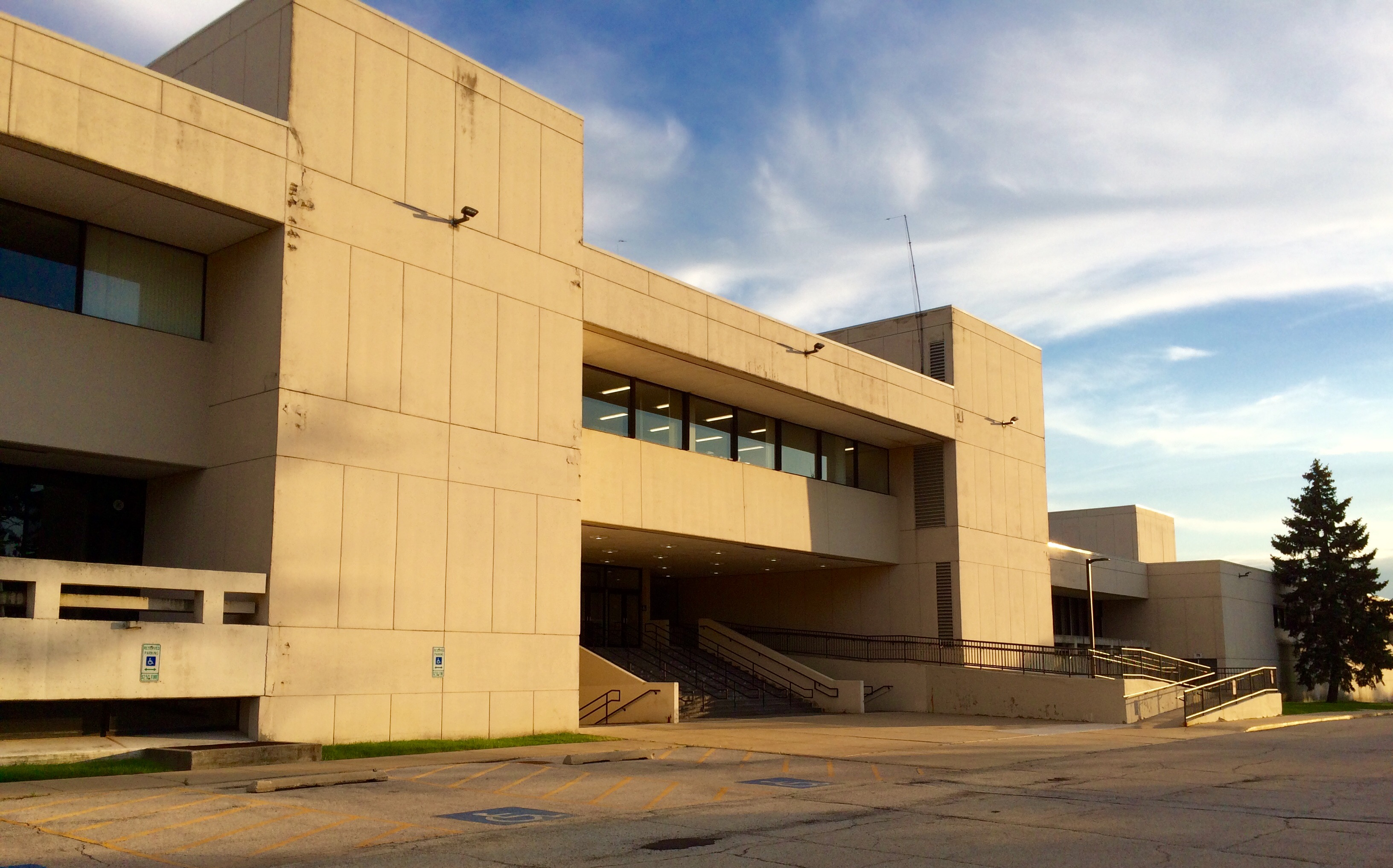
Школа Maine North, в которой прошли съёмки (ныне полицейский участок в городе Дес-Плейнс)

Хьюз начал подбирать актёров ещё когда писал сценарий. Первоначально он планировал на ключевые роли Бендера и Клэр Джона Кьюсака и Вирджинию Мэдсен. Затем в планы были внесены коррективы. Выбор исполнительницы главной роли предыдущей картины, которую называли музой Джона, Молли Рингуолд, был предопределён успехом её предыдущего фильма. 15-летнюю рыжеволосую девушку режиссёр заметил в её дебютном фильме «Буря». Она произвела такое впечатление на Хьюза, что он постоянно держал её фото над своим рабочим столом. Среди других кандидатов на роль Клэр рассматривались Лора Дерн и Робин Райт, но пробы они не прошли. Энтони Майкл Холл также пришёл из предыдущей совместной работы. Эллисон Шиди пробовалась на роль старшей сестры главной героини «Шестнадцать свечей», но тогда не прошла отбор. В тот момент, когда проводился подбор актёров, она снималась в Великобритании, в картине «Команда Оксфорда». Хьюз связался с ней по телефону, выслал сценарий и заранее предупредил, что в первой половине картины у её героини нет слов. Актриса согласилась на все условия.
Все юные актёры уже были относительно известны, картина не была для них дебютной, но звёздами первой величины они ещё не были. Представитель известной творческой династии Эмилио Эстевес к тому моменту имел в активе успешные роли в картинах «Конфискатор» и «Изгои». Поначалу он пробовался на роль Бендера. Хьюз решил, что Эмилио наилучшим образом подходит на роль «спортсмена». По сценарию он был футболистом, но Эмилио не соответствовал комплекцией и его роль изменили на борца. Как раз для Эмилио съёмки в другом городе были сложным испытанием. Он уже был семейным человеком и оставил беременную жену ради карьеры. В своём образе — длинном плаще, шарфе и ботинках — Джад Нельсон появился уже на пробах. На роль Бендера пробовались Николас Кейдж и Джон Кьюсак. Кейдж имел в творческих кругах солидную репутацию, и студия хотела видеть имена погромче, однако Хьюз настоял на кандидатуре Джада Нельсона, замеченного по фильму «Фанданго». Джад был самым возрастным среди «школьников» — к моменту съёмок ему исполнилось уже 24 года.
Роль помощника директора Вернона досталась актёру Полу Глисону, известному, в основном, по ролям в криминальных сериалах. Персонаж уборщика Карла возник после начала съёмок. На него пробовался комедийный актёр Рик Моранис. Проявив инициативу, он предложил сыграть роль с сильным русским акцентом и появился на пробах с фальшивыми золотыми зубами. Такие вольности вызвали резко негативную реакцию продюсеров. Пробы Мораниса не устроили, хотя, первоначально, на его кандидатуре настаивал Нед Танен. Хьюз отстоял необходимость роли уборщика, и в итоге она была отдана Джону Капелосу.

### Подготовка
Перед съёмками режиссёр выделил исполнителям три недели на подготовку. Такой подход случался в 1980-х, хотя по современным стандартам Голливуда считается непозволительной тратой времени. Подготовка шла, как обычно идут репетиции спектакля. Актёры собирались в кружок, вычитывали диалоги и обсуждали свои реплики. Перед началом производства и в его время Хьюз проводил много времени с юными актёрами вне площадки, приглашал их к себе домой. Особое внимание он уделял Молли и Энтони, в 16 лет получившим главную роль в картине. Он посещал с Молли джазовые концерты в Чикаго, беседовал о чувствах, о музыке и кино. Они нашли много общего, в частности, любовь к британской поп-культуре. Энтони, родители которого развелись, нередко ночевал дома у Хьюза. Кроме того, актёры-подростки на съёмках по законам не могли работать дольше 4-х часов в день. Далее их по возможности заменяли дублёры.
Предупреждая актёров о том, что картина не совсем обычная, вовсе не проходная молодёжная комедия, режиссёр наставлял: «Вам нечего стыдиться, даже если картина провалится в прокате. Мы сделали моментальный снимок жизни». Недавний собственный школьный опыт не особенно помогал вжиться в образ, как вспоминала Шиди: «Я тогда ощущала желание стать невидимой. Никаких приятных воспоминаний о школе у меня не было… Ощутить всё это снова было ужасно». Троим из исполнителей главных ролей было уже за двадцать, и они давно покинули школу. Поэтому Хьюз договорился о том, чтобы все они «под прикрытием» были зачислены как школьники в настоящие выпускные классы. Впрочем, актёры всё же были достаточно известны и быстро оказались «раскрыты».

### Съёмки
Производство картины началось в марте 1984 года. Съёмочный период занял 32 дня. Как и в предыдущей картине, основной съёмочной площадкой стало учебное заведение Maine North (en) в городке Дес-Плейнс (Иллинойс). Заброшенную школу, использовавшуюся в качестве запасного спортзала местной футбольной команды, сняли за $48 тыс. Декорации были стилизованы под большой двухэтажный читальный зал библиотеки. Оператор картины Томас Де Рут вспоминал, что все было возведено всего за сутки. Книги взяли из фонда на списание публичной библиотеки Чикаго. В центре установили абстрактную скульптуру, похожую на ту, что стояла в лобби офиса Universal, для некоторого оживления общих планов.
Съёмки сцен фильма прошли в той последовательности, как они происходят по сюжету. Такое редко случается в кинопроизводстве, но особенности сценария и полная доступность всех актёров на все время позволили это организовать. Последовательная съёмка благотворно сказалась на возможности лучше раскрыть роли, поскольку актёры сохраняли ощущения происходившего в предыдущем эпизоде. Хьюз не относился к сценарию как к догме, в ходе съёмок он значительно изменился. Рингволд отмечала, что сценариев было несколько и режиссёр выбирал между ними. Непосредственно перед началом съёмок, увидев, как именно были возведены декорации картины, режиссёр ещё раз переписал сценарий. Случалось, исполнители сами подсказывали режиссёру, что подходящая сцена была в одном из многочисленных предыдущих вариантов, о чём сценарист успевал забыть. Супервайзер сценариев Боб Форрест, утомившись делать пометки об изменении текста ручкой, перешёл на диктофон.
Памятуя подход Мартина Скорсезе, Хьюз не экономил на плёнке. Несмотря на то, что фильм снимался в жёстких бюджетных рамках, он потратил около трёхсот километров плёнки, что достаточно много для 100-минутной картины. В некоторых сценах Хьюз не давал команды «Снято!». Джад Нельсон вспоминал, что стандартная кассета заправлялась 457 м киноплёнки и актёрам нередко случалось слышать характерные щелчки, издаваемые опустевшей кассетой. Только так они догадывались об окончании дубля.
Режиссёр не давал никакого послабления юным актёрам, требуя от них полной отдачи. С другой стороны, он прислушивался к их мнению и всячески поощрял инициативу. Так, именно Эли Шиди предложила в качестве эпиграфа к картине слова из песни Дэвида Боуи «Changes»

И эти дети, на которых вам плевать, пытаясь изменить свои миры, защищены от ваших поучений. Они представляют себе, что с ними происходит.
Оригинальный текст (англ.)"...and these children that you spit on, as they try to change their worlds are immune to your consultations. They're quite aware of what they're going through...

Эпизод, в котором персонаж Ричарда Вернона пытается подпереть стулом тугую дверь, но дверь всё равно захлопывается, чрезвычайно веселил Эллисон. Она не могла удержаться и испортила два дубля. Её спонтанное фырканье и голова, быстро спрятавшаяся в капюшоне — это всё, чего она и режиссёр, решивший больше не тратить время на дубли, смогли добиться. Сцену со странным сэндвичем героини (хлеб, посыпанный хлопьями), который она поедает с громким хрустом, придумала сама Эллисон.
Некоторые сцены создавались сложным и долгим методом проб и ошибок. В первой версии сцены, в которой Клэр делает макияж Эллисон, она накладывала много туши. Макияж получился слишком «тяжёлым». После нескольких дублей съёмочная группа решила всё изменить, так как происходящее не соответствует атмосфере и настроению, слишком копируя схожий эпизод из «Бриолина». Последовательность событий переработали так, что Клэр не наносит, а убирает лишнее. Затем и этот вариант изменили. Клэр аккуратно наносит лёгкие мазки туши на ресницы и зрители видят только конечный результат. Эллисон Шиди вспоминала, что в целом съёмки прошли очень легко, но для неё сложности возникли именно со сценой преображения. Ей она показалась очередным клише из школьных фильмов, а неожиданная смена облика героини не соответствующей психологическому образу. В итоге они пришли к консенсусу с режиссёром, что данная сцена и становится моментом истины (который был у каждого героя в картине) для Эллисон Рейнолдс.

Центральная сцена картины. Откровения героев. Слева направо: Молли Рингуолд, Энтони Майкл Холл, Эмилио Эстевес, Элли Шиди, Джадд Нельсон

Первоначально режиссёр собирался включить в картину поворот сюжета с эротическим подтекстом, с участием Клэр и Брайана. Юные актёры наотрез отказались сниматься даже в намёке на откровенную сцену. Тогда Хьюз изменил её. Школьники, убегая по школе от Вернона, попадали в помещение смежное с женской раздевалкой и подглядывали за обнажённой преподавательницей физкультуры. Для сцены даже был проведён полноценный кастинг и ассистенты подобрали актрису Карен Ли Хопкинс. Позже режиссёр, решив, что эпизод не соответствует духу картины, полностью поменял ход событий и ввёл нового героя — уборщика.
Хьюз старался находиться насколько возможно близко к исполнителям, он никогда не понимал тех режиссёров, которые управляют съёмочным процессом производства издалека, сидя за мониторами. Стараясь быть среди ребят, Джон пытался вести себя, как подросток и соответственно одевался: носил яркую спортивную форму и кроссовки. На съёмочной площадке постоянно звучала молодёжная поп-музыка. Самой сложной стала центральная сцена откровения героев, ближе к концовке, когда они сидят и лежат на полу. Её большая длительность, статичная съёмка в стиле «говорящих голов», вызывали опасения потери внимания зрителей. Хьюз пытался создать нужный накал, сам входя в положение героев. Он лежал рядом с актёрами на полу и принимал участие в разговорах, разогревая исполнителей. В сцене режиссёр также позволил значительную импровизацию актёрам, сильно отклонившимся от сценария
Основные сложности были с Джадом Нельсоном, иногда создававшим нерабочую атмосферу на площадке. Будучи истинным последователем Метода , он не выходил из роли даже при выключенной камере. С такой манерой поведения Хьюз никак не мог свыкнуться, и между ним и актёром в течение всего производства картины были трения. По природе очень эмоционального Нельсона пришлось терпеть всем. Нельсон перенял от своего героя чувства к Молли Рингуолд в жизни, что актриса расценила как домогательство. В результате сопродюсеру Мишель Мэннинг пришлось поставить его на место. Тем не менее, самоотдача, проявившаяся в такой форме, помогала творческому процессу, заставляла всех собраться и Нельсон во многом был творческим лидером в команде.
Перед окончанием съёмок в той же школе Maine North состоялась фотосессия для постера и промофотографий Энни Лейбовиц, тогда только начинавшей свою карьеру. Постер картины был создан в стиле обложки для музыкального альбома.

### Монтаж и выпуск в прокат
Хьюзу предоставили ограниченный бюджет и постоянно торопили по поводу сдачи проекта. После окончания съёмок «Клуба „Завтрак“», Джон без промедления начал подготовку к фильму «Ох уж эта наука!». «Я был вынужден заниматься этой укуренной комедией, а не тем, что действительно люблю», — сокрушался он. Редактор Диди Аллен, опытный специалист, имевшая отношение к таким лентам, как «Мошенник» и «Бонни и Клайд», обычно занималась монтажом сама. Она уже тогда была ветераном цеха и считалась специалистом по авторскому кино и европейскому стилю монтажа. Успех картины, как считают специалисты, в значительной мере связан с ней.
Отсмотрев предварительные материалы, представители студии остались недовольными. «Кому пришло в голову снять картину о групповой психотерапии для подростков?» — недоуменно обменивались мнениями после пробного просмотра руководители студии. Если «Шестнадцать свечей» был романтической подростковой комедией, то второй фильм начинающего режиссёра оказался совершенно не таким. Он не был комедией, имел явный социальный посыл, герои картины постоянно переходили на ненормативную лексику. Развлекательный потенциал картины был также под большим вопросом. Предыдущую картину Хьюз создавал полностью в Чикаго или его пригородах, там, где ему было привычно и удобно. Представители Universal не дали закончить «Клуб „Завтрак“» в Чикаго и добились переноса монтажа в Калифорнию, поближе к офису кинокомпании. Понимая, что процесс монтирования может занять продолжительное время, Хьюз был вынужден перевезти туда и семью.
Картина вышла на экраны 15 февраля 1985 года. В это же время съёмочная группа фильма инкогнито посетила один из сеансов в Уэствуде в штате Лос-Анджелес, пройдя в зал после того как погасили свет. Они уже тогда ощутили, как тепло публика принимает фильм. Продюсер Мишель Мэннинг вспоминала непередаваемое ощущение единения с аудиторией: «Это нельзя сравнить с тестовыми просмотрами. Боже мой, они поняли картину!». По мнению режиссёра, прокат картины пострадал от не совсем грамотного продвижения на рынке. Заглавная композиция из саундтрека «Don’t You (Forget About Me)» вовремя не попала на полки музыкальных магазинов, опоздав на две недели.
Считаясь совершенно проходным, зимой 1985 года «Клуб „Завтрак“» стал неожиданным хитом. Картина получила хорошую кассу не только в крупных городах, но в американской глубинке, где, правда, её сняли с проката всего через три недели. Картина получила рейтинг R за обсценную лексику героев, и для подростков, её основной аудитории, доступ на сеансы был ограничен. Несмотря на это, она собрала около $5 млн в стартовый уикенд (1106 кинотеатров в США), что было заметным показателем для такого числа экранов. Общие сборы в прокате США и Канады составили 45,9 млн долларов, что в таких условиях было несомненным успехом малобюджетной картины. Впоследствии, после выхода на VHS/DVD и продажи прав для телевидения, картина принесла значительную прибыль.

## Оценка

### Социальная проблематика
Трудности, испытываемые героями фильма, имели социальную подоплёку. Брак родителей Клэр, давший трещину, отражает увеличившееся количество разводов в начале и середине 1980-х. Одной из причин распада семей была возможность получения доходов обоими родителями, типичная ситуация для рейганомики. Попытка свести счёты с жизнью Брайана отражает увеличившийся втрое процент самоубийств среди подростков по сравнению с 1950-ми годами. Поколение X в 1980-х годах росло в другой среде. В 1960-е годы дети первого послевоенного поколения «бэби бума» чаще имели братьев и сестёр. Через двадцать лет подростки росли в условиях изменившейся системы воспитания, они регулярно зарабатывали на работе после учёбы и вели себя более самостоятельно.

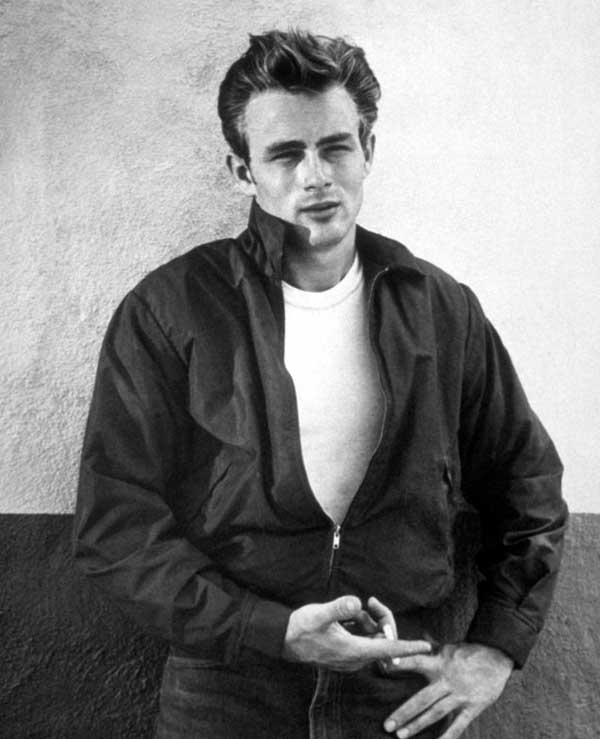
Джим Старк в фильме «Бунтарь без причины» в исполнении Джеймса Дина

Подростки 1980-х годов в известной мере остались в тени яркого поколения молодёжи 1960-х, потрясшего устои общества в многочисленных социальных конфликтах, столкнувшегося с войной во Вьетнаме и студенческими бунтами. Современные подростки оказались потерянным поколением, неозабоченным политикой и экономикой в стабильных 1980-х. Подрастающее поколение отныне больше волновали вопросы самоосознания и поиска своего места в обществе. «У нас выросло целое поколение, которое не знает, куда употребить свои силы», — вспоминал Нед Танен. Продемонстрированное в картине отстранение от взрослых, разрыв между поколениями вполне соответствовали реальности. Главный герой картины «Бунтарь без причины» Джим Старк, с которым часто сравнивали Бендера — настоящий мятежник, бросающий вызов истеблишменту. Между тем, Бендер — скорее агрессивный подросток из неблагополучной семьи, вымещающий свой гнев и нерастраченную энергию на близких. Герои не остаются нонконформистами до конца. Характерна концовка картины, в которой ребята всё-таки делают то, что от них требуют взрослые, — Брайан зачитывает то самое эссе, которое было предписано сочинить.

Быть подростком в этом мире — это оказаться между невинностью и опытом. Когда ты ребёнок, ты защищён — родителями и своим воображением. Когда ты взрослый, то всем окружающим социальным порядком и опытом того, как справляться с проблемами. А когда ты подросток — ты ничем не защищён. Ты незрел, открыт всем ветрам самым странным и кошмарным образом, и это великолепно передаёт «Клуб „Завтрак“»
Оригинальный текст (англ.) To be a teenager is to be in this world between innocence and experience. When you're a kid, you have the protection — it come from your parents, as well as your imagination. And then as an adult, you have the protections of the entire social order being oriented around you and you have more experience with which to deal with problems. But the crazy thing about being a teenager is that you have neither of those protections: You are raw and exposed in wonderful and terrifying ways, and The Breakfast Club reflects that beautifully.
— Джон Грин
Реальные проблемы соотносились с проблемами в искусстве. По мнению специалистов, до середины 1980-х фильмы, ориентированные на подрастающее поколение, несколько десятилетий пребывали в застое. Типичными молодёжными картинами были, например, фильмы серии «Пляжная вечеринка» или серии «Порки» — из тех, что не обременены смыслом и откровенно эксплуатировали сексуальную подростковую привлекательность.
Молодёжные фильмы Джона Хьюза стали родоначальниками возрождённого жанра, почти не связанного с предыдущей историей, возникшего на традициях «новой волны». Хьюз пояснял в интервью, почему его привлекла такая тематика. Он считал, что странным образом в современном кино образ подростка искажён и представлен далёким от реальности вымышленным существом. Он выглядит на экране нигилистически настроенным, недалёким, да ещё и озабоченным сексуально. В жизни все очень неоднозначно. В своём облике и языке подростки разнообразны и изменчивы. В том же, что касается секса, они, как правило, консервативнее взрослых, хотя в фильмах принято изображать противоположное. Зрелая сексуальность в молодёжных фильмах — порочная идея в самой сути, считал режиссёр.
Картина стала ещё одной трактовкой популярного сюжета в американской культуре: разделения на «инсайдеров и аутсайдеров. Тема противопоставления была начата ещё в романе Изгои» (1967) Сьюзан Хинтон, разделившем школьников на два лагеря. Развитие последовало в экранизации «Изгои». В картине 1985 года происходит постепенная смена акцентов. Подросткам приходится искать взаимопонимание, хотя, даже внутри группы из пяти подростков, они сильно разобщены. Бендер и Эллисон ведут себя вызывающе и асоциально, бросая вызов традиционной морали. Тем не менее, они не отделяются от группы, становясь её лидерами. Инсайдерами становятся все юные герои картины, весь «Клуб „Завтрак“», как они себя называют в концовке. Аутсайдеры «по Хьюзу» — это взрослые, те, кто старше 25.
Несколько позже, с середины 90-х, разделение на инсайдеров и аутсайдеров стало частью эксплуатационного молодёжного кино — последователей картин Хьюза. Королевы выпускных, спортсмены, чирлидеры, «золотые дети» из преуспевающих семей. Им противопоставлены аутсайдеры, те, кто вне школьной иерархии: чудаки, маргиналы, изгои. В фильмах 90-х соединение этих двух полюсов возможно лёгким изменением облика и костюма героя (яркий пример — картина «Это всё она»). При этом герою не обязательно изменяться внутренне. Маргинальное поведение стало напускным. В фильмах Хьюза сегрегация преодолима, но для этого достаточно начать общение и внутренне измениться.

В тринадцать я думала, что моё сердце тоже умрёт, скорее раньше, чем позже. Сейчас это стыдно признать, но фильм тогда говорил со мной. Конечно, он несколько переигран и фальшив, как любительская театральная постановка. Но в нём есть настроение записи в дневнике, той жизни, которая начинается тогда, когда родители или учителя покидают комнату. Сражаясь против школьных клик и иерархии, фильм выступает с соблазнительным сентиментальным предложением. Все школьные группы должны выступить против двух совместных врагов: родителей и будущего бездушия.
Оригинальный текст (англ.) At thirteen, I suspected my heart would die also, sooner rather than later. It's embarrassing to admit now, but the film spoke to me. Sure, it's overacted and broad, like a summer-stock theater production. But it also has the ring of a diary entry, of what life is really like when our parents or teachers leave the room. Raging against high school cliques and hierarchies, it puts forth an appealingly sappy proposition: that all strata of kids should unite against two common enemies, their parents and a future of soulless-ness.
— Алисия Кварт

### Сюжетное построение
Картину в момент выхода в рекламных материалах и во многих обзорах называли комедией. В более поздних аналитических работах её чаще относят к драме или трагикомедии. Биограф Хьюза Сюзан Гора квалифицировала картину как новую творческую форму. Идея запереть разных персонажей и заставить их поневоле общаться, не нова и восходит к старинной аллегории «Корабля дураков». Джанет Маслин провела параллели с картиной «12 разгневанных мужчин». Так же, как и у Сидни Люмета, события происходят в замкнутом пространстве, имена героев не столь важны, они скорее представляют психологические портреты представителей современного социума. Много общего у картины Хьюза с классической «Спасательной шлюпкой» Хичкока. Особенно это заметно в ключевой сцене — откровение и раскрытие секретов в концовке.

Мистер Вернон в сцене разговора с глаза на глаз с Бендером в подсобке. Актёр Пол Глисон воплотил на экране обобщённый образ представителя «мира взрослых».

Ограничения сюжета в строгих временных и пространственных рамках, предопределили чёткую внутреннюю структуру с линейно развивающимся сюжетом. Только в самом начале картины и в концовке действие происходит на улице, основная часть картины — в помещении. В картине есть герой-рассказчик, но он повествует рассказ от третьего лица, отстранённо, не пытаясь заглянуть в мысли персонажей. Действие хорошо выстроено, настолько, что картину неоднократно разбирали, фактически, как готовое учебное пособие по психологии поведения подростков.
Вступительные кадры показывают пустое в выходной день помещение типичной американской школы. Столовая, доска почёта известных учеников, шкафчики со следами вандализма, библиотека. Всё начинается со стереотипов. Пятеро главных героев, появившиеся в стенах Shermer High School, как их называют: «умник», «спортсмен», «безнадёжный случай», «принцесса», «преступник» (brain, athlete, basket case, princess, criminal), суть представители наиболее распространённых школьных каст. В условиях стратификации герои не знакомы друг с другом. Они начинают общение только вынужденные исключительными обстоятельствами. В картине нет проходных сцен, и всё подчинено постепенному раскрытию сюжета. Общение героев начинается с разговоров на «детские» темы, близкие школьникам, споры друг с другом и пикировку с представителем «взрослого мира» — заместителем директора Верноном. Поведение некоторых героев неадекватное. Постепенно темы становятся всё более «взрослыми» и атмосфера накаляется. Эпизод обеда — мостик между двумя частями картины — и, одновременно, эмоциональный пик в середине картины. Бендер объясняет причины своего поведения насилием в его семье, показав шрамы от зажжённой сигары на своём теле.
Катализатором поиска общего языка внутри группы становится эпизод с раскуриванием марихуаны. Ребята пытаются понять друг друга, разрушают барьеры предубеждений между школьными «сословиями». Общение несколько сумбурное, и в помещении библиотеки на некоторое время воцаряется анархия. Взаимопонимание налаживается после того, как герои, один за другим, рассказывают о причинах отбывания наказания. Они оказываются смешными и абсурдными (как у Эллисон, которая «вообще ничего не делала») или серьёзными (попытка самоубийства Брайана).
Картина начинается с клише, но разрешается отказом от них. Так, персонаж Энтони Майкла Холла не остаётся стереотипным «ботаником», каким он выглядит в дебюте картины, а меняется, раскрываясь как драматический герой. Из всей пятёрки, он — персонаж, наиболее подверженный конформизму. В концовке именно он пишет за всех героев эссе, показывая, что герои отбыли положенное наказание и остаются членами социума. В развязке картины поцелуями обмениваются все, кроме Брайана. Он на прощание символически целует лист бумаги с эссе, демонстрируя асексуальность и приверженность истине, а не чувствам.
Сбавляя накал повествования перед эмоциональной концовкой, создатели вставили музыкальный и танцевальный номер — своеобразную разрядку, или регрессию. Впрочем, романтическая «предварительная» концовка, вполне характерная для низкопробных молодёжных комедий, в «Клубе „Завтрак“» выглядит искусственной и немотивированной. Сцена с преображением Эллисон осталась одной из самых критикуемых специалистами в фильме.
Развязка, в которой рассказчик зачитывает эссе, резюмирует моральную победу детей над взрослыми, победу над системой, пытавшейся разделить их. Родители чужды для детей и становятся силой, мотивирующей их к изменениям. Эссе, которое несмотря ни на что написали герои, объединяет подростков. Финал картины можно назвать открытым. Трудный путь к идентичности, поиск молодыми людьми самих себя, оставляет много вопросов. Примут ли новых друзей героев в их уже сложившиеся школьные отношения? Бендер принимает в подарок серёжку Клэр, что становится символом социального примирения и того, что и он отныне становится частью коллектива. Слова героини о том, что «став взрослым, твоё сердце умирает», обрывают связи подростков с родителями и с прошлым.

### Образ главных героев
Раскрытие образа главных героев начинается с их прибытия к школе. Машины родителей примерно соответствуют социальному статусу каждого из них. Клэр подвозят на дорогом BMW. Остальные приезжают на машинах попроще. Джон Бендер — из самой неблагополучной семьи — приходит пешком. Эллисон, которая страдает от недостатка внимания в семье, единственная не общается со своими родителями перед выходом и даже не сидит с ними рядом на переднем сиденье. Эпизод обеда, который ребята принесли из дома, добавляет новые штрихи к образу и статусу. Клэр приносит суши в изысканной деревянной коробочке и ест при помощи палочек. Эндрю Кларк заправляется здоровой пищей для спортсмена. Эллисон употребляет странные сэндвичи из хлопьев. Бендер остаётся без обеда.

«Преображение» Эллисон

Внешний вид героев, одежда и аксессуары — предмет детального подхода к образу режиссёра и костюмера Мэрилин Вэнс. Точный подбор был особенно важен из-за того, что костюмы героев не меняются весь фильм. Одежду для представительницы среднего класса Клэр режиссёр вместе с Молли подобрал в чикагском бутике Ralph Lauren: розовая блузка, длинная юбка и элегантные коричневые сапоги. Не сразу заметно, но одежда дорогая. «Диссидент» Бендер одет в плащ с шарфом, под ним рубашка-ковбойка навыпуск, свободные штаны и армейские ботинки. На руках перчатки без пальцев — символ свободолюбивого духа. Типичный подход для юноши, безразличного к своему внешнему виду, который во второй половине 80-х Марк Джейкобс превратит в высокую моду. Одежда Брайана — форма школьника-отличника — свитер, брюки цвета хаки, кроссовки. Он носит электронные часы-калькулятор, что для 80-х один из типичных признаков нерда. На спортсмене Эндрю — джинсы и майка без рукавов. Костюму изгоя Эллисон в первой части картины трудно дать определение. В начале она одета в чёрную бесформенную верхнюю накидку с капюшоном — плащ или пальто, и мешковатую юбку, дополненную ботинками. Если бы события происходили в 90-е годы, её можно было бы отнести к готам.
Рассказывая о себе, раскрываясь, герои постепенно раздеваются, словно расставаясь с защитой от внешнего мира. Бендер неохотно снимает свой плащ и шарф. Раздевается Эндрю. Эллисон в концовке избавляется от уродливого облачения, превращаясь в привлекательную девушку. Преображение Эллисон, по мнению Алисии Кварт, особенно интересно тем, что создало тему и настроение для целого поджанра молодёжных фильмов. Это так называемые «makeover» («смена имиджа») картины. Схожие сцены с преображением героини есть в более поздних картинах 1990-х: «Бестолковые», «Это всё она» и других.
Две группы героев принадлежат разным мирам. Героев сложно разделить на традиционных положительных или отрицательных персонажей. По мнению Кристофера Воглера, квинтет школьников в картине — один обобщённый герой. Родители, c которыми без сожаления порывают дети, также представлены нечётко обозначенными фигурами. Более всего роли отрицательного героя соответствует мистер Вернон, но он, скорее, представляет безликую школьную систему и мир взрослых.
Персонажи картины, по мнению специалистов, получились настолько цельными, что исследователи отметили гиперреализм в изображении школьной системы, а героев картины можно назвать симулякрами. Образы школьников оказались выпуклыми, благодаря придуманному Хьюзом и присущему только ему разговорному стилю героев. Современному и, в то же время, не совсем молодёжному сленгу, так, чтобы шутки не оказались привязаны к сиюминутным реалиям дня и не устарели уже завтра. Острые фразы героев — их оружие в словесных поединках. Роджер Эберт отмечал, что у создателей картины поразительно натренированные на диалоги ухо и вкус. Фразы Бендера «So, Ahab … Kybo mein doobage» («Где моя травка, чувак»), «Neo-maxi-zoom-Dweebie» («Ну ты и ботаник») стали цитатами. Яркая, эмоционально окрашенная речь героев во многом объединяет их с героями 1960-х в исполнении Марлона Брандо и Джеймса Дина.

### Критика
Личность режиссёра, его фильмы, нерядовой замысел привлекли внимание критики к картине задолго до её выхода. В апреле 1984 года съёмочную площадку посетил Роджер Эберт, отметив, что фильм, в котором подростки похожи на нормальных подростков, уже событие, и предрёк картине большое будущее. Практически все специалисты после выхода ленты на экраны обратили внимание на смелый отход от стереотипов, нерядовую режиссуру, монтаж, диалоги героев с живым языком настоящих подростков с улиц.
Оценка картины оказалась противоречивой. С одной стороны, критики отметили свежий взгляд на молодёжное кино, хорошо выстроенную внутреннюю структуру картины и умение режиссёра минимальными средствами донести свою мысль, способность работать с актёрами, незаурядный сценарий. Также среди достоинств критики выделили глубокую психологическую составляющую, которая ставит фильм в один ряд с образцами жанра. Джин Сискел назвал картину подростковой версией «Кто боится Вирджинии Вульф?». Ричард Корлисс сравнил режиссёрскую манеру с работами Бергмана. Он отметил, что режиссёр смог прочитать мысли подростка и рассказать его языком о проблемах, мучающих поколение. Леонард Малтин написал о том, что фильм осмелился говорить о том, о чём раньше с экрана не говорили, выделив подбор актёров и замечательный сценарий. В то же время, Давид Эдельштейн и Ричард Корлисс заметили, что «в стране слепых — кривой король», имея в виду то, что при общем достаточно слабом художественном уровне молодёжных фильмов никаких сверхусилий от режиссёра и не требовалось. «Что-то не так с молодёжным кино, если такая чертова уйма фильмов толкует об одном том же», — писали критики. Разгромную рецензию опубликовал авторитетный Variety, отметив необоснованный негатив создателей картины по отношению к родителям. «Это ошибка родителей, может быть … вы так подумаете, только если у вас начали разлагаться мозги от подобных фильмов» . Другим недостатком была названа излишняя мелодраматичность, в целом свойственная творчеству Хьюза.
The Hollywood Reporter довольно сдержанно отметил, что одним только отходом от клише нельзя добиться настоящей философской глубины. Следуя сюжету о школьном наказании, сам фильм становится испытанием терпения зрителей, отметил критик Дуэйн Бердж. Развитие событий в пределах практически одной сцены — скорее недостаток картины, чем её достоинство. Полин Кейл (The New Yorker) заметила, что картина о «сборище стереотипов, которые жалуются на то, что они представляются стереотипами». Она осталась под глубоким впечатлением от первой половины картины, но затем картина испугалась собственной остроты, а диалоги утратили лёгкость. Многие критики негативно отозвались о сцене с преображением Элиссон, назвав её выпадающей из целостной сюжетной канвы и портящей всё впечатление. Подобное преображение в растиражированный образ красавицы с модной обложки привычно в мелодраме, но не соответствует основной сюжетной линии и образу героини.
К достоинствам фильма критики отнесли интересные актёрские работы юных исполнителей, пусть и не весь квинтет центральных персонажей оказался равноценен. В целом игра юных исполнителей заметно любительская, но подкупает искренностью. Большинство негативных оценок было адресовано персонажу Джада Нельсона, хотя, по мнению Джанет Маслин, ему и Эли Шиди достались роли, которые было невозможно сыграть достоверно. Сложнейшее внешнее и внутреннее преображение героини было не под силу даже опытным актёрам. Персонажи Рингуолд и Холла по развитию сюжета оттенены персонажем Нельсона, но именно они заслужили самые высокие оценки за раскрытие образов.

### Музыка

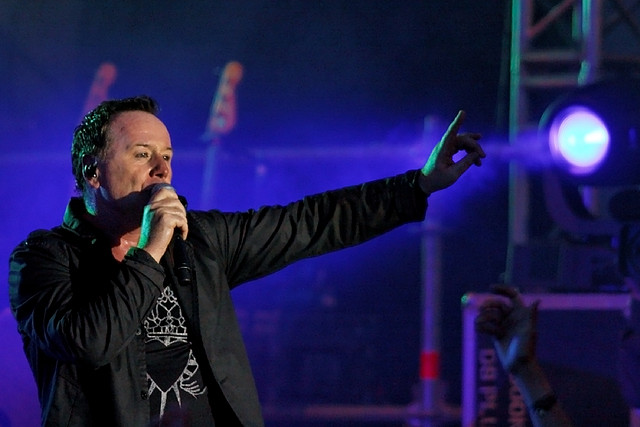
Джим Керр (2009)

1980-е — время очередной волны в медиа-бизнесе — синергии. Крупнейшие кинокомпании заинтересовались лейблами звукозаписи (приобретение Sony CBS Records Group) и, наоборот, медиа-конгломераты приобретали подразделения для продюсирования и производства фильмов (New Corporation Руперта Мердока приобрела 20th Century Fox в 1985). Считалось, что синергия кино и звукозаписи выгодны. В рамках этого процесса в компании A&M Records появилось подразделение A&M Films.
Хьюз всегда считал, что музыка в картине имеет ключевое значение и помогает донести интеллектуальную сторону диалогов. Будучи большим поклонником британского рока, поп-музыки и британской новой волны, образцом он считал картины «Американские граффити» и «Зверинец». Продюсер картины Энди Мейер настоятельно рекомендовал сотрудничать с известными именами: Стингом или Брайаном Адамсом, но режиссёр остался при своём мнении. Кита Форси, успевшего проявить себя в картине «Танец-вспышка», получившей «Оскар», предложил Дэвид Андерле, один из руководителей A&M Records.
Форси написал титульную композицию картины «Don’t You (Forget About Me)» после посещения съёмочной площадки и бесед с актёрами, проникнувшись замыслом картины. Джон Хьюз объяснял, что ему нужно британское и «немейнстримовое» звучание. Нечто похожее на инди-поп. Композиция создавалась «под» британского исполнителя Брайана Ферри, но тот отказался из-за скоропостижной кончины отца. Создатели картины оказались в затруднении, и тогда музыкант Кен Лоуи подсказал, что голос вокалиста шотландской группы Simple Minds Джима Керра очень похож на Ферри. Переговоры с Simple Minds оказались непростыми, так как музыканты группы поначалу отказывались играть материал. Они  исполняли только собственные песни и считали, что предложенная баллада не соответствует их стилю. Форси проявил настойчивость и даже пригласил группу на рабочий просмотр предыдущего фильма Хьюза, и, в итоге, добился своего.
Сингл «Don’t You (Forget About Me)» и альбом с саундтреком к картине вышли 23 февраля 1985 года. Сингл 22 недели удерживался в чартах Billboard и 18 мая достиг первой позиции. Всего он провёл 31 неделю в чартах и сингл стал золотым. Клип на музыку сингла, включавший нарезку кадров из фильма, прошёл успешную ротацию на MTV. Композиция стала самой успешной работой группы на американском рынке. Тем не менее, музыканты недолюбливают песню, не играют на своих концертах, а Керр в интервью заявлял, что его тошнит, когда он вынужден её исполнять. Группа так и не выпустила этот сингл в Европе.
Музыку в фильме можно противопоставить другой этапной картине, «Школьные джунгли», символизирующей настроения 1950-х. Если в старой картине звучит бунтарский Rock Around the Clock, то в картине 1984 года иронически звучащая композиция «Don’t You». Обозреватель портала Allmusic назвал композицию гимном всего поколения 80-х. Впрочем баллада, по мнению критиков, единственная запоминающаяся музыкальная тема в картине. Остальные композиции оказались не столь интересны.

### Значение

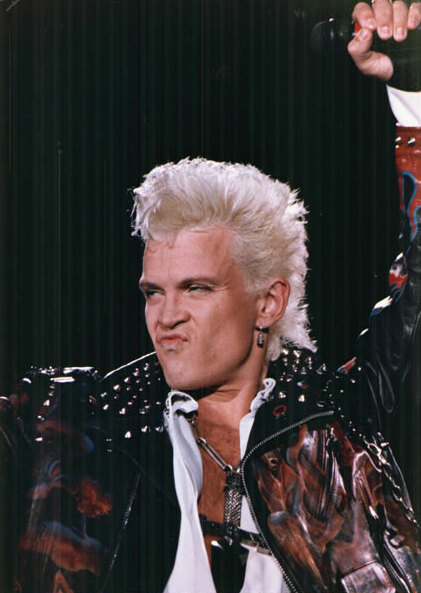
Джон Бендер и Билли Айдол сделали знаменитым жест со вскинутым кулаком в перчатке без пальцев

Профессор Джулианна Бэггот разделила американскую кинематографию на эпоху до и после «Клуба „Завтрак“». Подростки стали составлять заметную часть зрительской аудитории, начиная с 1950-х годов. Тогда же стали появляться на экранах ориентированные на них картины. Если, например, в музыке юные исполнители сами сочиняли песни для сверстников и исполняли их, то в кинематографе ситуация была иной. Именно с фильма Хьюза молодёжная аудитория стала целевой группой для киноиндустрии.
В 1984—1985 годах на экраны вышло сразу несколько знаковых для молодёжного кинематографа лент: «Шестнадцать свечей», «Балбесы», «Назад в будущее» и «Клуб „Завтрак“». После 1985 года число выходящих на экраны картин на молодёжную тематику уменьшилось, и второй пик популярности произошёл примерно десять лет спустя, с появлением комедии «Бестолковые». Впрочем, сказалось и то, что в 1984 году была анонсирована сетка рейтингов MPAA с новым рейтингом PG-13, внесшим новые правила в разделение на детские и взрослые фильмы.
Картина оказала большое влияние на молодёжное кино и эстетику американского кинематографа, значительно подняв планку качества в своём жанре. Волна юношеских комедий и мелодрам, начавшаяся в середине 1980-х, многое позаимствовала у картин Джона Хьюза и «Клуба „Завтрак“», в частности. Как отмечал киновед Тимоти Шери, школьные «классы» Хьюза можно найти практически во всех молодёжных фильмах, вышедших после 1985 года: от изгоев-нердов из «Лукаса» до героинь «Смертельного влечения» и героев-спортсменов из «Студенческой команды». Диабло Коди вспоминала, какое впечатление произвела на неё картина: именно ей посвящена её первая опубликованная рецензия. Критик Алисия Кварт благодаря работе Хьюза поняла, каким должен быть фильм для подростков.
Популярность картины принесла известность юным исполнителям, их стали ассоциировать с целым поколением молодёжной актёрской волны 1980-х. Пятёрка актёров стала основой группы, которую с лёгкой руки журналистов New York Magazine, прозвали «Brat Pack». В эту команду вошли также Деми Мур, Роб Лоу, Эндрю Маккарти. В конце 1980-х члены команды снялись в ряде известных картин.
Многие популярные фильмы и сериалы содержат отсылки и цитаты из «Клуба „Завтрак“». Эпизод «Detention» (эпизод 7 сезон 1) сериала «Бухта Доусона» является близким ремейком фильма Хьюза. Также второй эпизод 3 сезона сериала «Виктория-победительница» полностью поставлен по мотивам фильма. Сцена преображения героини в стиле Эллисон встречается во многих фильмах и книгах, в частности в одном из романов серии «Сплетница». В сериале «Как я встретил вашу маму» (эпизод 23 сезон 7) все герои одеваются на маскарад в «костюм Джона Бендера». Сериал «Футурама» содержит несколько цитат из фильма. Один из главных персонажей, антигерой, сквернослов и циник робот Бендер создан по мотивам одноимённого героя из фильма Хьюза. Популярность вышла за пределы масс-культуры. Линия одежды торговой сети J. C. Penney 2008 года и рекламный ролик были созданы под влиянием фильма.
Фильм представляет собой иллюстрацию типичной реакции при столкновении разных социальных групп и использовался в качестве основы для учебных заданий. Студентам предлагалось, в частности, разобрать ситуацию в рамках «вселенной» фильма: придумать шестого персонажа, его группу, внешность, модель поведения и затем ввести его в сюжетную канву. Картина стала предметом многочисленных исследований в социальной и культурной сфере. Так, опрос нескольких контрольных групп американских старшеклассников проведённый в 2001 году учёными Университета Аризоны, показал четкую самоидентификацию подростков по групповым социальным шаблонам описанным в фильме: 28 % старшеклассников отнесли себя к «Спортсмену», 40 % — к «Принцессе», 12 % — к «Умнику», 11 % — к «Психу» и 9 % — к «Преступнику».
Сценарий картины был адаптирован для пьесы и пользуется популярностью во всём мире. Цитаты из фильма вошли в современный американский английский. Язык героев дал толчок появления нового хипстерского жаргона молодёжи. В 2015 году создатели отметили 30-летие со дня выхода картины на экраны, в рамках которого прошёл повторный прокат. Восстановленная версия картины шла в прокате примерно в 400 кинотеатрах США.

## Комментарии
1. ↑  F — худшая в табели оценок в принятой в США системе оценивания знаний. В оригинале Брайан называет предмет на школьном сленге shop class (Industrial arts), аналог российского труда.
2. ↑  Последняя фраза эссе в прологе картины.
3. ↑  Так заканчивается эссе в финале картины (вместо слов: «Нам промыли мозги»). Кроме того, в финале герои сами называют свои прозвища «Умник, Атлет, Безнадёжный случай …».
4. ↑  Принятая в США система обучения театральных актёров, берущая начало в системе Станиславского.
5. ↑  Джон Хьюз предоставил для съёмок свою личную машину.
6. ↑  «Brat pack» — обыгрывает название другой известной в США группы актёров «Rat pack».